# Radicale 2

Il radicale 2

Il radicale 2 è uno dei 214 radicali giapponesi/cinesi, e il suo significato è "pianta". Nel dizionario Kangxi sono presenti 21 caratteri che includono nel simbolo il segno di questo radicale.
I caratteri che contengono questo radicale sono:
| numero linee       | caratteri      |
| ------------------ | -------------- |
| senza altre linee  | 丨             |
| 1 linea ausiliaria | 丩             |
| 2 linee ausiliarie | 个 丫 丬       |
| 3 linee ausiliarie | 中 丮 丯 丰 书 |
| 4 linee ausiliarie | 丱             |
| 6 linee ausiliarie | 串             |
| 7 linee ausiliarie | 丳             |
| 8 linee ausiliarie | 临             |
| 9 linee ausiliarie | 丵             |